# Liz May
Elizabeth "Liz" Nicola Holst May (født 27. juli 1983 i Luxembourg) er en kvindelig atlet fra Luxembourg, der konkurrerer i triatlon. Hun deltog i den olympiske triatlon ved 2004, med en 17. plads og en samlet tid på 2,08,29,22 og 2008, med en 41. plads og en samlet tid på 2,07,55,58. Årets sportskvinde i Luxembourg 2004–2007 samt 2009. Hun blev 2011 verdensmester i Aquatlon, efter sølvmedaljer både 2003 og 2004.
May er af dansk afstamning og vandt som medlem af Sparta Atletik DM 10 km landevej 2010. 
May blev uddannet på Europaskolen i Luxembourg.